# Leslie Goodwins
Leslie Goodwins (Londres, 17 de setembre de 1899 - Hollywood, 8 de gener de 1969) va ser un director de cinema i guionista anglès. Va dirigir prop de 100 pel·lícules entre 1926 i 1967, sobretot 27 llargmetratges i curtmetratges amb Leon Errol, inclosa la sèrie de pel·lícules Mexican Spitfire.
Goodwins va començar la seva carrera cinematogràfica en els anys finals de les pel·lícules mudes, com a guionista de gags i després director. Va dirigir les estrelles de la comèdia Snub Pollard i Ben Turpin per a l'estudi de baix pressupost Weiss Brothers. L'any 1936 el productor Maurice Conn va contractar Goodwins per dirigir llargmetratges per a Ambassador Pictures protagonitzats per Pinky Tomlin o Frankie Darro. Aquest mateix any es va unir a la unitat de comèdia de dos rodets a RKO Radio Pictures, dos dels seus primers esforços guanyant nominacions a l'Acadèmia. Goodwins es va convertir en un habitual de RKO, igualment expert en acció i històries de misteri però especialitzat en comèdia. Va romandre a la divisió de curtmetratges mentre treballava en llargmetratges, en particular les populars comèdies Spitfire mexicanes. Va romandre amb RKO fins al 1951.
La seva pel·lícula de 1936 Dummy Ache va ser nominada a un premi de l'Acadèmia el 1936 al millor curtmetratge (dos rodets). Dummy Ache va ser conservada per l'Acadèmia Film Archive i la Biblioteca del Congrés el 2013. La seva pel·lícula de 1937 Should Wives Work? (protagonitzada per Errol) també va ser nominat a un premi de l'Acadèmia en la mateixa categoria.
El 1950 Goodwins va entrar al nou camp de la televisió, dirigint Jackie Gleason a The Life of Riley . La llarga experiència del director amb produccions de pressupost el va convertir en una opció ideal per a la producció de televisió de ritme ràpid, i va participar en diversos programes d'èxit com Topper, The Cisco Kid, My Favorite Martian, F Troop i Gilligan's Island .

## Filmografia parcial
- With Love and Kisses (1936)
- Headline Crasher (1936)
- Robin Hood, Jr. (1936)
- Dummy Ache (1936) curt
- Deep South (1937) curt
- Should Wives Work? (1937) curt
- The Devil Diamond (1937)
- Young Dynamite (1937)
- La noia de Mèxic (The Girl from Mexico) (1939)
- Way Down South (1939) co-director
- Men Against the Sky (1940)
- Let's Make Music (1941)
- Batalló de paracaigudistes (Parachute Battalion) (1941)
- Amor a l'Argentina (They Met in Argentina) (1939) co-director
- Rookies in Burma (1943)
- Ladies' Day (1943)
- Silver Skates (1943)
- The Mummy's Curse (1944)
- Murder in the Blue Room (1944)
- Vacation in Reno (1946)
- Dragnet (1947)
- The Lone Wolf in London (1947)
- Gold Fever (1952)
- Fireman Save My Child (1954)
- Paris Follies of 1956 (1955)
- The Go-Getter (1956)